# Sally Kirkland
Sally Kirkland (31 de outubro de 1941) é uma atriz americana. Filha da ex-editora das revistas Vogue e da LIFE, Sally Kirkland, e do empresário de sucata Frederic McMichael Kirkland, a atriz foi criada na Filadélfia, no estado da Pensilvânia.
Por sua atuação no filme Anna, recebeu o Prêmio Globo de Ouro de Melhor Atriz em Filme Dramático, o Los Angeles Film Critics Association de Melhor Atriz e o Independent Spirit de Melhor Atriz e foi indicada ao Oscar na mesma categoria.